# 美咲町立旭小学校
美咲町立旭小学校（みさきちょうりつ あさひしょうがっこう）は、かつて岡山県久米郡美咲町にあった公立小学校。

## 沿革
- 1992年（平成4年）
  - 4月1日 - 第一・第二・第三・第四・第五の5小学校を統合し、旭町立旭小学校開校。
  - 8月 - プール完成。
- 1994年（平成6年）
  - 4月 - 特殊学級開設。
  - 9月 - コンピュータ導入。
- 1996年（平成8年）9月 - 岩石園設置。
- 1997年（平成9年）12月 - HACCP試行事業開始。
- 1998年（平成10年）10月 - コンピュータルーム設置。
- 2005年（平成17年）3月22日 - 町村合併により、美咲町立旭小学校に改称。
- 2006年（平成18年）4月 - 二学期制導入。
- 2010年（平成22年）2月 - 外便所（運動場）改修。
- 2011年（平成23年）
  - 4月 - 防犯カメラ設置。
  - 5月 - エアコン設置。
- 2012年（平成24年）
  - 4月 - 三学期制に復す。
  - 6月 - 特別支援学級に、アコーディオンカーテン設置。
- 2013年（平成25年）8月 - 大規模改修工事。
- 2023年（令和5年）
  - 3月16日 - 最後の卒業式挙行[1]。
  - 3月17日 - 最後の修了式挙行[1]。
  - 3月25日 - 閉校式典挙行[2]。
  - 3月31日 - 旭中学校と統合した小中一貫の義務教育学校「旭学園」開校により閉校[3][4]。

## 周辺
- 国道429号
- 旭文化センター
- 旭町民センター
- 美咲町役場旭総合支所（旧:旭町役場）